# Tutte le manie di Bob
Tutte le manie di Bob (What About Bob?) è un film del 1991 diretto da Frank Oz.

## Trama
Il nevrotico Bob Wiley è talmente ossessionato dalle proprie manie e fobie da costringere il proprio analista alla fuga, non prima però che questi affidi la cura di Bob ad un illustre collega e noto psichiatra di New York, il dottor Leo Marvin, il quale consiglia a Bob la terapia "Passi di bimbo", che prende il nome dal suo ultimo libro ("Baby Steps").
Quando Leo decide di lasciare New York per andare in vacanza con la famiglia, Bob sente di aver smarrito la propria guida e ne diventa dipendente. La terapia si rivela insufficiente e quindi egli decide di raggiungere Leo in villeggiatura. La sua presenza si fa così soffocante per lo psichiatra, che i loro ruoli si invertono: Leo diventa schizofrenico, mentre Bob trova la pace con se stesso e conquista la simpatia della sua famiglia, soprattutto del piccolo Charlie che si apre con lui sulla sua paura della morte. Leo tenta in tutti i modi di sbarazzarsi di lui, soprattutto perché a breve deve farsi intervistare da un troupe televisiva sulla sua carriera; Bob sconvolge anche questo evento e Leo decide di farlo internare, ma fallisce perché la collega a cui si è rivolto non lo trova pazzo; quindi lo abbandona per strada, ma Bob scambia l'abbandono per una terapia shock e riesce a raggiungere la casa.
Qui amici e colleghi di Leo gli hanno preparato una festa a sorpresa per il suo compleanno, a cui partecipa anche la sorella Lily con la quale Leo è molto legato; purtroppo per lui è Bob a portargli la torta, e vedendolo vicino all'amata sorella Leo dà di matto e perde le staffe davanti a tutti. Più tardi un collega gli prescrive un fortissimo tranquillante, ma Leo sfugge al controllo e prepara la sua vendetta: lega Bob a taniche di benzina ed esplosivi, spacciando la cosa per una "terapia mortale"; mentre moglie e figli lo cercano in giro, lui porta Bob a distanza di sicurezza dalla casa, e poi accoglie la famiglia appena ritornata; ma Bob si è lberato e si dichiara contento della terapia, mentre le cariche esplosive, che Bob aveva riposto nella casa, esplodono distruggendo completamente l'abitazione.
Giorni dopo, Leo è in una clinica psichiatrica, totalmente catatonico; la famiglia cerca in tutti i modi di scuoterlo senza successo. Tempo dopo, Leo (ancora estraniato dal mondo) assiste con i parenti al matrimonio tra Lily e Bob; nell'ultima fase, quando il prete chiede se qualcuno ha da obiettare e finalizza l'unione degli sposi, Leo si riprende progressivamente per poi alzarsi in piedi e urlare "NNNNOOOOOOO!!!" proprio quando è ormai troppo tardi; sposi e invitati però fraintendono e si rallegrano credendo che si sia ripreso, e lui non può nemmeno esprimere la sua rabbia. Prima dei titoli di coda, una didascalia aggiunge che Bob tornerà a scuola e otterrà la laurea in psichiatria, scrivendo un libro sulla sua esperienza: TERAPIA MORTALE! Il libro diventerà un best seller, ma Leo lo porterà in tribunale con l'accusa di plagio!

## Accoglienza
Bill Murray è stato candidato come "migliore attore di commedia" all'MTV Movie Award.
Il film occupa la posizione numero 43 dei "100 film più divertenti" del network televisivo Bravo.